# Lista inventatorilor uciși de propriile invenții

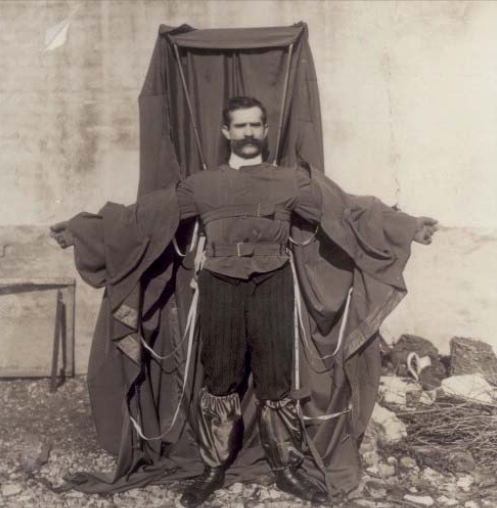
Franz Reichelt a sărit de pe Turnul Eiffel crezând că această invenție ar funcționa ca o parașută

Aceasta este o listă de inventatori ale căror decese au fost cauzate într-un fel de un produs, proces, procedură sau altă inovație pe care ei au inventat-o sau au proiectat-o.

## Victime directe

### Artă
- Luis Jiménez⁠(d) (1940–2006) a fost ucis în timp ce crea Blue Mustang, statuia unui cal albastru situată pe terenul Aeroportului Internațional Denver, când o secțiune a căzut peste el și i-a retezat o arteră la picior⁠(d).[1]

### Automobile
- Sylvester H. Roper⁠(d) (1823–1896), inventatorul bicicletei cu abur⁠(d) omonime, a murit în urma unui atac de cord sau a unui accident ulterior în timpul unei curse publice de viteză în 1896. Nu se știe dacă accidentul a provocat atacul de cord sau atacul de cord a provocat accidentul.[2]
- William Nelson⁠(d) (c. 1879−1903), un angajat al lui General Electric, a inventat o nouă modalitate de a motoriza bicicletele⁠(d). El avea să cadă de pe prototipul său de bicicletă în timpul unui test.[3]
- Francis Edgar Stanley⁠(d) (1849–1918) a fost ucis în timp ce conducea un automobil Stanley Steamer⁠(d). El a condus mașina într-o grămadă de lemne în timp ce încerca să evite căruțele care se deplasau una lângă alta pe drum.[4]
- Fred Duesenberg⁠(d) (1876–1932) a murit într-un accident rutier de mare viteză într-un automobil Duesenberg.[5]

### Aviaţie
- Ismail ibn Hammad al-Jawhari⁠(d) (decedat c. 1003–1010), un savant kazah din Farab, a încercat să zboare folosind două aripi de lemn și o frânghie. A sărit de pe acoperișul unei moschei din Nishapur și a murit.[6]
- Jean-François Pilâtre de Rozier a fost primul deces cunoscut într-un accident aerian,⁠(d) când balonul său Rozière⁠(d) s-a prăbușit la 15 iunie 1785, în timp ce el și Pierre Romain încercau să traverseze Canalul Mânecii.
- Otto Lilienthal (1848–1896) a murit a doua zi după ce a căzut cu unul dintre deltaplanele⁠(d) sale.[7]
- Franz Reichelt⁠(d) (1879–1912), un croitor, a căzut de pe prima punte a Turnului Eiffel în timp ce își testa invenția, paltonul-parașută. Era prima sa încercare cu parașuta, deși spusese autorităților că o va testa mai întâi cu un manechin⁠(d).[8]
- Aurel Vlaicu (1882–1913) a murit când avionul său auto-construit,[9] Vlaicu II, s-a prăbușit în timpul unei încercări de a traversa Munții Carpați.[10]
- Henry Smolinski⁠(d) (decedat în 1973) a fost ucis în timpul unui zbor de testare al lui AVE Mizar⁠(d), o mașină zburătoare⁠(d) bazată pe Ford Pinto⁠(d) și singurul produs al companiei pe care a fondat-o.[11]
- Michael Dacre⁠(d) (decedat în 2009, la vârsta de 53 de ani) a murit în urma unui accident care a avut loc în timpul testării dispozitivului său de taxi zburător⁠(d) conceput pentru a permite călătorii rapide și la prețuri accesibile între orașele regionale.[12]

### Chimie
- Andrei Zheleznyakov, un om de știință sovietic, dezvolta arme chimice în 1987, când o defecțiune a capotei l-a expus la gazul iritant Noviciok 5. A stat în comă câteva săptămâni, apoi luni de zile nu a putut merge și ani de zile a suferit de sănătate precară înainte de a muri din cauza efectelor acesteia în 1992/1993.[13]
- Marie Skłodowska Curie, născută Maria Salomea Skłodowska, a fost o fiziciană și chimistă polono-franceză, care a efectuat cercetări de pionierat asupra radioactivității. La 4 iulie 1934, ea a murit la sanatoriul Sancellemoz din Passy, Haute-Savoie, din cauza anemiei aplastice⁠(d) despre care se crede că a fost contractată din cauza expunerii pe termen lung la radiații, dintre care unele proveneau de la dispozitivele pe care le-a creat.[14]
- Sabin Arnold von Sochocky a inventat prima vopsea luminiscentă⁠(d) pe bază de radiu, dar în cele din urmă a murit, în 1928, de anemie aplastică rezultată din expunerea sa la materialul radioactiv.[15]

### Industrie
- William Bullock (1813–1867) a inventat tiparnița rotativă cu plasă.[16][17] La câțiva ani după construirea acestei invenții, piciorul său a fost zdrobit în timpul instalării unei noi mașini în Philadelphia. Piciorul zdrobit a dezvoltat cangrenă și Bullock a murit în timpul amputării.[18]

### Maritim

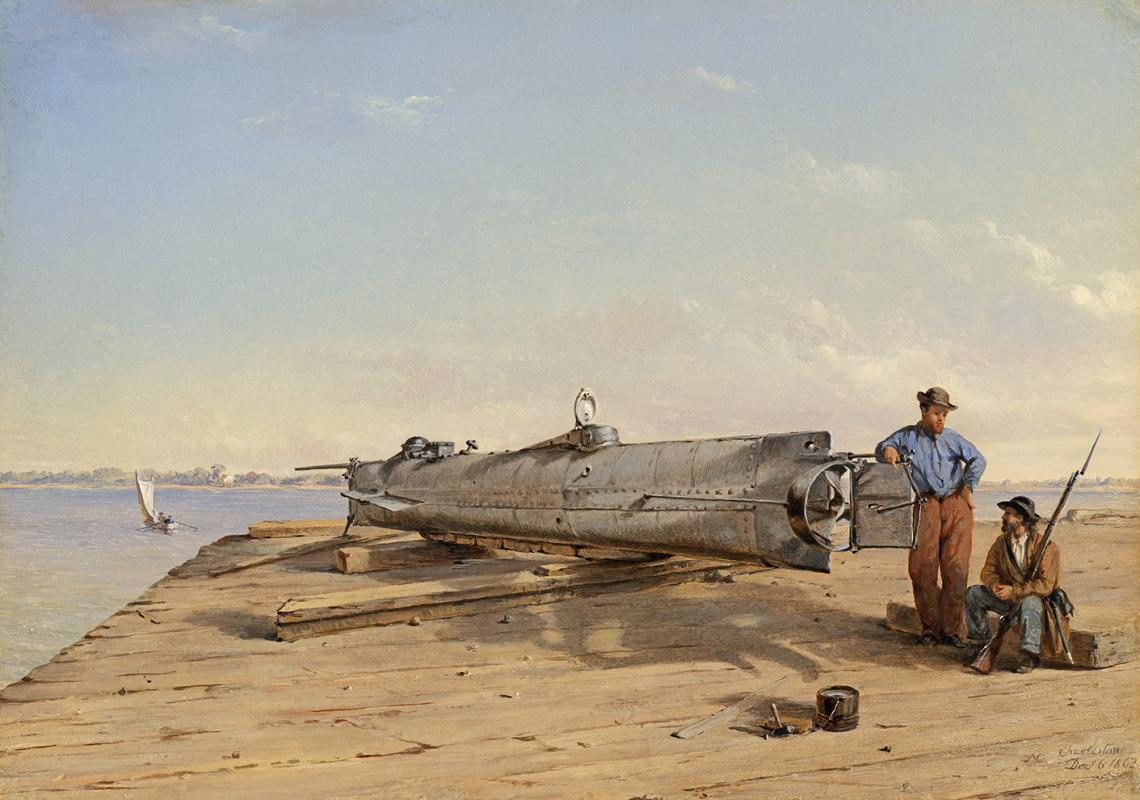
Submarinul HL Hunley.

- Henry Winstanley⁠(d) (1644–1703) a construit primul far pe Stâncile Eddystone⁠(d) din Devon, Anglia, între 1696 și 1698. În timpul Marii Furtuni din 1703⁠(d), farul a fost complet distrus cu Winstanley și alți cinci oameni înăuntru. Nu a fost găsită nicio urmă a acestora.[19]
- John Day⁠(d) (c. 1740–1774), tâmplar și rotar englez, a murit în timpul unui test al camerei sale de scufundări experimentale.[20]
- Horace Lawson Hunley⁠(d) (1823–1863), inventator confederat, s-a înecat împreună cu alți șapte membri ai echipajului în timpul unui test al invenției sale, primul submarin de luptă, care mai târziu a fost numit HL Hunley⁠(d).[21]
- Cowper Phipps Coles⁠(d) (1819-1870) a fost un căpitan al Marinei Regale care s-a înecat împreună cu alte aproximativ 480 de persoane în scufundarea HMS Captain, o navă cu turelă cu catarg⁠(d), creată după propriul său proiect.[22]
- Thomas Andrews, Jr. (1873–1912) a fost un om de afaceri și constructor de nave britanic născut în Irlanda. A fost director general și șef al departamentului de proiectare al companiei de construcții navale Harland and Wolff din Belfast, Irlanda. În calitate de arhitect naval⁠(d) responsabil de planurile pentru transatlanul RMS Titanic, el călătorea la bordul acelei nave în timpul călătoriei sale inaugurale, când nava a lovit un aisberg la 14 aprilie 1912. El a pierit împreună cu alți peste 1.500 de oameni. Trupul lui nu a fost niciodată recuperat.

### Medicină
- Alexander Bogdanov⁠(d) (1873–1928) a fost un medic, filozof, scriitor de science-fiction și revoluționar bolșevic de etnie belarusă, care a făcut experimente cu transfuzii de sânge, încercând să obțină tinerețea veșnică sau cel puțin o întinerire parțială. A murit după ce și-a transfuzat sângele unui student care suferea de malarie și tuberculoză, care poate avea și grupa de sânge greșită.[23][24]
- Thomas Midgley, Jr. (1889–1944) a fost un inginer și chimist american care a contractat poliomielită la vârsta de 51 de ani, rămânând cu un handicap grav. El a conceput un sistem elaborat de frânghii și scripeți pentru a-i ajuta pe alții să-l ridice din pat. S-a încurcat în frânghii și a murit strangulat la vârsta de 55 de ani. El este mai cunoscut pentru două dintre celelalte invenții ale sale: aditivul tetraetil plumb (TEL) la benzină și clorofluorocarbura (CFC).[25][26]

### Publicitate și divertisment
- Karel Soucek⁠(d) (1947–1985) a fost un cascador profesionist ceh care locuia în Canada și a dezvoltat un butoi care absorbea șocurile. El a murit în urma unei demonstrații în care butoiul a fost aruncat de pe acoperișul Houston Astrodome⁠(d). A fost rănit mortal când butoiul lui a lovit marginea rezervorului de apă menit să-i atenueze căderea.[27]

### Căi ferate
- Henri Thuile, inventatorul marii locomotive cu abur de mare viteză Thuile⁠(d) a murit în timpul unui test de rulare între Chartres și Orleans. Relatări contradictorii spun că a fost fie aruncat din locomotiva care deraia, lovind un stâlp de telegraf;[28] fie că pur și simplu s-a aplecat prea mult și a murit pe loc lovind cu capul o bucată de schelă de la un pod.[29]
- Valerian Abakovski⁠(d) (1895–1921) a construit Aerowagonul⁠(d), un vagon⁠(d) experimental de mare viteză echipat cu motor de avion și tracțiune cu elice, destinat să transporte oficiali sovietici. La 24 iulie 1921, a deraiat la viteză mare, și în accident au murit 6 oameni dintre cei 22 de la bord, inclusiv Abakovski.[30]

### Rachete
- Max Valier⁠(d) (1895–1930) a inventat motoarele de rachete cu combustibil lichid pe când făcea parte din societatea germană de rachete din anii 1920 Verein für Raumschiffahrt. La 17 mai 1930, un motor alimentat cu alcool a explodat pe bancul său de testare din Berlin, ucigându-l pe loc.[31]
- Mike Hughes⁠(d) (1956–2020) a murit când parașuta lui nu a reușit să se desfășoare în timpul unei aterizări accidentale în timp ce își pilota racheta cu abur pe care o construise acasă.[32]

## Legende și povești populare

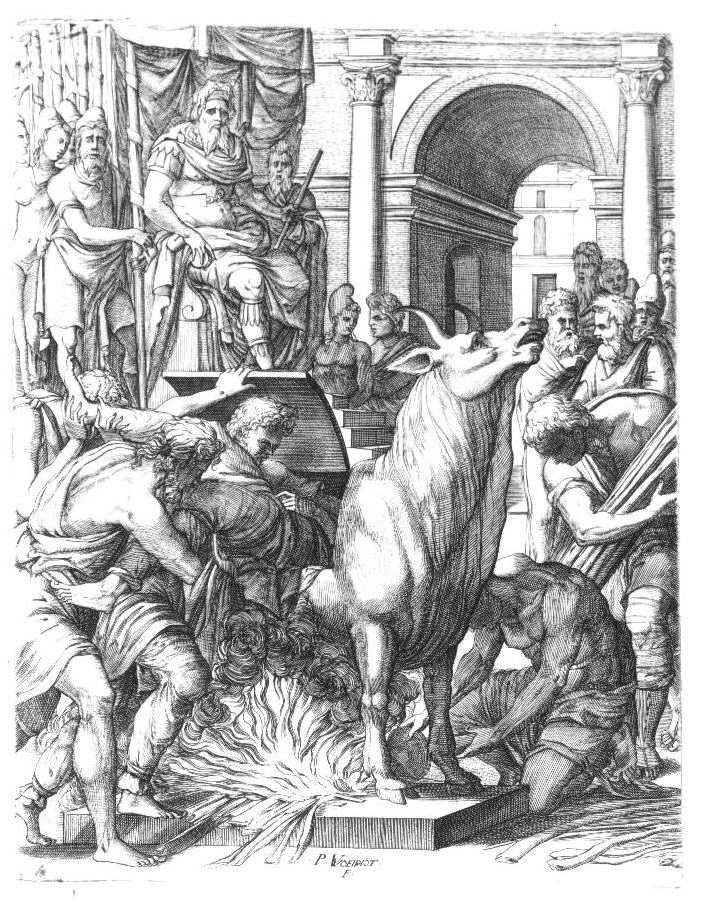
Perillos împins în

- Perillos din Atena⁠(d) (circa 550 î.e.n.), conform legendei, a fost primul care a fost ars în taurul de aramă⁠(d) pe care l-a făcut pentru Phalaris⁠(d) din Sicilia pentru executarea criminalilor.[33][34]
- Li Si⁠(d) (208 î.e.n.), prim-ministru în timpul dinastiei Qin, a fost executat prin metoda celor Cinci Pedepse⁠(d) pe care unele surse susțin că ar fi conceput-o.[35][36][37]  Cu toate acestea, istoria celor Cinci Pedepse pare să dateze dinainte de Li Si.
- Se spune că Wan Hu⁠(d), un funcționar chinez posibil apocrif[38] din secolul al XVI-lea, ar fi încercat să se lanseze în spațiul cosmic pe un scaun de care erau atașate 47 de rachete. Rachetele au explodat și se spune că nici el, nici scaunul nu au mai fost văzuți niciodată.
- João Torto⁠(d), un portughez legendar, cel mai probabil de prin secolul al XVI-lea, care a sărit din vârful Catedralei din Viseu⁠(d) purtând o platformă de zbor asemănătoare unui biplan și o cască în formă de vultur.[39]
- William Brodie⁠(d), „Diaconul Brodie” din Edinburgh-ul secolului al XVIII-lea, se spune că ar fi fost prima victimă a unui nou tip de spânzurătoare al cărui proiectant și constructor a fost el.[40]
- În Aventurile lui Philip⁠(d) de William Makepeace Thackery, naratorul, Pendennis, întreabă „Nu a fost bunul doctor Guillotin executat de propria sa invenție?” În realitate, Joseph-Ignace Guillotin nu a fost nici inventatorul ghilotinei, nici executat cu aceasta.
- Jimi Heselden a fost ucis în timp ce mergea cu un scuter Segway. El deținea compania Segway Inc., dar nu a inventat Segway-ul.[41]